# Mothocya argenosa
Mothocya argenosa är en kräftdjursart som beskrevs av Bruce1986. Mothocya argenosa ingår i släktet Mothocya och familjen Cymothoidae. Inga underarter finns listade i Catalogue of Life.